# Karl von Bülow
Pour les articles homonymes, voir Bülow (homonymie) et von Bülow.
Karl Wilhelm Paul von Bülow, né à Berlin le 24 avril 1846 et mort à Berlin le 31 août 1921, est un maréchal allemand.

## Biographie

### Premières années
Né à Berlin dans une famille de la noblesse prussienne, Bülow combat durant la guerre austro-prussienne de 1866 et la guerre franco-allemande de 1870, avant d'intégrer l'état-major général avec le grade de capitaine. Promu colonel le 17 juin 1893, il commande le 4e régiment à pied de la Garde du 27 janvier 1894 au 5 février 1897, avant d'être promu major-général le 22 mars 1897 et nommé directeur des services centraux du ministère prussien de la guerre. Élevé au grade de lieutenant général le 22 mai 1900, il prend, le 18 avril 1901, le commandant de la 2e division de la Garde. L'année suivante, il devient quartier-maître général de l'état-major général. Le 27 janvier 1903, il prend la tête du 3e corps d'armée. Nommé Kommandierender General le 18 avril 1903 et General der Infanterie le 15 septembre 1904, il devient inspecteur général de la IIIe inspection d'armée le 1er octobre 1912 et promu Generaloberst.

### Première Guerre mondiale
En août 1914, il est placé à la tête de la 2e armée, avec laquelle il envahit la Belgique, s'emparant de Namur (22-23 août), ainsi que de Dinant. Son fils, le lieutenant Friedrich von Bülow est tué lors d'un combat à Seilles le 19 août 1914. Karl von Bülow est considéré comme un criminel de guerre à cause de massacres de civils à Andenne (20 août) et du massacre du 23 août 1914 du faubourg de Leffe[Information douteuse]. Avançant en France, il défait la Ve armée française du général Lanrezac à Charleroi (23-24 août) mais est mis en échec à Guise (29-30 août).
La IIe armée et la Ire du général Alexandre von Kluck approchant de Paris du 31 août au 2 septembre, Bülow, soucieux devant l'écart croissant entre les deux armées, ordonne à Kluck de tourner ses forces vers sa droite, pour se rapprocher des siennes. Toutefois, cette décision repousse vers le sud et l'est de Paris l'avancée de Kluck, qui devait avoir lieu au nord et à l'ouest dans le Plan Schlieffen. Bülow franchit la Marne le 4 septembre, mais décide de retraiter vers l'Aisne après la contre-attaque victorieuse combinée des forces françaises et britanniques contre la Ire armée de Kluck lors de la première bataille de la Marne (6-13 septembre).

### Fin de carrière
Bülow est promu Generalfeldmarschall en janvier 1915, il est victime deux mois plus tard d'une attaque cardiaque et quitte le théâtre des opérations militaires au début 1916, pour s'installer à Berlin, où il demeure jusqu'à sa mort.
Le maréchal von Bülow est enterré au cimetière des Invalides de Berlin.